# Flagge Transnistriens
Die Flagge des De-facto-Regimes Transnistrien wurde in einem Gesetz vom 25. Juli 2000 offiziell festgelegt. Sie ist identisch mit der von 1952 bis 1990 verwendeten Flagge der Moldauischen Sozialistischen Sowjetrepublik.

## Beschreibung

1:2 Bürgerliche Flagge und Rückseite

Die Flagge zeigt zwei waagerecht verlaufende rote Streifen, die in der Mitte von einem grünen Streifen getrennt werden. Die Breite des grünen Streifens beträgt dabei ein Viertel der Flaggenbreite. Die Flagge hat ein Seitenverhältnis von 1:2.
Auf der Dienstflagge sind in der Gösch innerhalb eines (imaginären) Quadrats, dessen Kantenlänge ein Fünftel der Flaggenbreite beträgt, in gelb Hammer und Sichel abgebildet. Oberhalb befindet sich ein gelbumrandeter fünfzackiger roter Stern. Beide Symbole waren auch auf der Flagge der Sowjetunion und ihrer Unionsrepubliken abgebildet.
Als bürgerliche Flagge wird eine Variante ohne die sowjetischen Symbole (Hammer, Sichel und Stern) verwendet. Auch die Rückseite der Dienstflagge besteht nur aus den rot-grün-roten Streifen.

## Geschichte
Im Zuge des Zerfalls der Sowjetunion begann in der Moldauischen SSR ab 1988 eine Phase der Nationalisierung, in der die Regierung in Chișinău unter anderem die 1989 moldauische Sprache zur einzigen Staatssprache der MSSR erklärte. Dies führte zu Konflikten mit den Gebieten Transnistrien und Gagausien, in denen pro-sowjetische Kräfte in der Mehrheit waren. Diese standen insbesondere einer Wiedervereinigung mit Rumänien ablehnend gegenüber.
Nachdem im April 1990 die Trikolore in Anlehnung an die rumänische Flagge als neue Flagge Moldaus eingeführt wurde, weigerten sich zahlreiche Städte in Transnistrien, diese zu hissen und behielten die bisherige Flagge der moldauischen SSR mit den sowjetischen Symbolen bei. Mit der einseitigen Erklärung der Unabhängigkeit von Moldau übernahm Transnistrien (zunächst als selbst proklamierte Sowjetrepublik) ebenfalls die Flagge der moldauischen SSR. Der Historiker Stefan Troebst sieht darin ein „Streben nach ,Bewahrung des sowjetischen Erbes‘“ und eine Demonstration der „Loyalität“ Transnistriens zur Sowjetunion, mit der es sich von der Regierung in Chișinău abgrenzen wollte.
Artikel 13 der Verfassung Transnistriens von 1995 schreibt fest, dass die Pridnestrowische Moldauische Republik eine eigene Flagge, ein eigenes Wappen und eine Hymne haben solle. Die Flagge wurde in einem Gesetz vom 25. Juli 2000 offiziell festgelegt.

## Weitere Flaggen Transnistriens
Die Präsidentenflagge basiert auf der (bürgerlichen) Flagge Transnistriens ohne Hammer und Sichel, hat aber die Proportionen 1:1. In der Mitte ist das Wappen Transnistriens abgebildet, dessen Gestaltung sich ebenfalls stark am Wappen der Moldauischen SSR orientiert.
Im Mai 2009 brachten Abgeordnete aus der Fraktion der Regierungspartei „Erneuerung“ den Vorschlag ins Parlament ein, die russische Trikolore als weitere Flagge Transnistriens anzuerkennen. Drei Jahre zuvor hatte sich eine große Mehrheit der Wahlberechtigten in einem von der OSZE nicht anerkannten Referendum für eine stärkere Anbindung an Russland ausgesprochen. Laut Berichten der russischen staatlichen Medienagentur RIA Novosti verabschiedete das transnistrische Parlament am 12. April 2017 ein Gesetz, das die offizielle Nutzung der Flagge Russlands neben der Flagge Transnistriens erlaubt. Die russische Flagge sollte daraufhin an unter anderem an Regierungsgebäuden angebracht werden.

1:1 Präsidentenflagge
1:2 2009 vorgeschlagene zweite Landesflagge, bis auf die Abmessungen mit der Flagge Russlands identisch